# Rrok Mirdita
Rrok Kola Mirdita (* 28. September 1939 in Klezna, Montenegro; † 7. Dezember 2015 in Tirana) war Erzbischof von Tirana-Durrës, Primas der katholischen Kirche in Albanien und Vorsitzender der Albanischen Bischofskonferenz. 

## Leben
Rrok Mirdita wuchs in den USA auf. Am 2. Juli 1965 wurde er vom Erzbischof von Bar, Aleksandar Tokic, für das Erzbistum New York zum römisch-katholischen Priester geweiht. Er war viele Jahre Pfarrer der albanischen Gemeinde in der New Yorker Bronx.
Am 25. Dezember 1992 wurde er von Papst Johannes Paul II. zum Bischof von Tirana-Durrës ernannt. Während seiner Albanienreise spendete der Papst persönlich Mirdita am 25. April 1993 die Bischofsweihe; Mitkonsekratoren waren die Kurienkardinäle Camillo Ruini und Jozef Tomko.
In seiner Bischofsstadt Tirana initiierte Mirdata den Neubau einer dem Apostel Paulus geweihten Kathedrale. Die Kathedrale St. Paulus wurde im Januar 2002 eingeweiht. Direkt daneben befindet sich die ebenfalls neu erbaute erzbischöfliche Residenz. Rrok Mirdita war auch Direktor der albanischen Caritas. Am 25. Januar 2005 erhob Papst Johannes Paul II. das Bistum Tirana-Durrës zum Erzbistum.
Rrok Mirdita starb am 7. Dezember 2015 an den Folgen eines Schlaganfalls.